# Marvin H. Caruthers

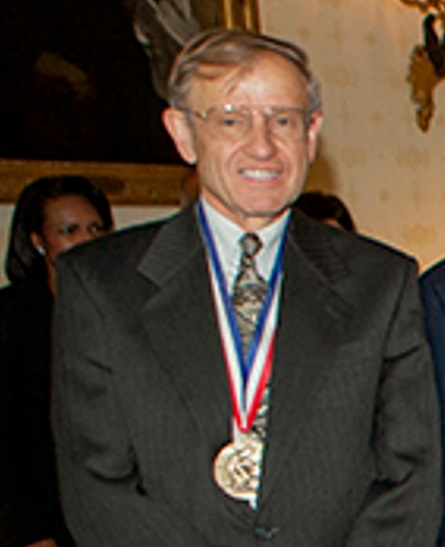
Marvin Caruthers (2007)

Marvin Harry Caruthers (* 11. Februar 1940 in Des Moines, Iowa)  ist ein US-amerikanischer Biochemiker.

## Leben und Werk
Caruthers studierte an der Iowa State University mit dem Bachelor-Abschluss 1962 und wurde 1968 an der Northwestern University in Biochemie promoviert. Als Post-Doktorand war er bis 1970 an der University of Wisconsin und danach bis 1972 am Massachusetts Institute of Technology. Ab 1973 war er Assistant Professor und ab 1980 Professor für Biochemie an der University of Colorado at Boulder.
Er befasst sich mit Nukleinsäuren und entwickelte mit seinem Labor weltweit genutzte Methoden der Phosphoramidit-Synthese von DNA. Neben DNA entwickelte er in seinem Labor auch Methoden der RNA-Synthese und von DNA-Analoga und erforscht deren Anwendung.
1996 erhielt er einen Ehrendoktor (D. Sc.) der University of Nebraska. Er ist Mitglied der National Academy of Sciences, der American Academy of Arts and Sciences sowie der American Association for the Advancement of Science und erhielt die Prelog-Medaille, die Elliott Cresson Medal (1994), den NAS Award for Chemistry in Service to Society (2005), die National Medal of Science (2006), den NAS Award in Chemical Sciences (2014) und den ACS Award for Creative Invention (2014). 2018 wurde Caruthers in die National Inventors Hall of Fame aufgenommen. 1980/81 war er Guggenheim Fellow. Er ist korrespondierendes Mitglied der Akademie der Wissenschaften zu Göttingen.
Seit 2019 zählt ihn der Medienkonzern Clarivate zu den Favoriten auf einen Nobelpreis (Clarivate Citation Laureates).

## Schriften
- Gene Synthesis Machines: The DNA Chemistry and Its Uses. In: Science. Band 230, Nr. 4723, 18. Oktober 1985, S. 281–285, doi:10.1126/science.3863253